# Rio Bandeira
Rio Bandeira är ett vattendrag i Brasilien.   Det ligger i delstaten Paraná, i den södra delen av landet, 1 300 km söder om huvudstaden Brasília.
I omgivningarna runt Rio Bandeira växer huvudsakligen savannskog. Runt Rio Bandeira är det ganska glesbefolkat, med 39 invånare per kvadratkilometer.